# COMCM
COMCM Constanța este o companie constructoare de clădiri și lucrări civile din România.
Compania este controlată de SIF Transilvania (SIF3), cu 56,72% din acțiuni, iar Constantin Frățilă deține 32,76% din capital.
La începutul anului 2009, acționarii companiei au aprobat fuziunea prin absorbție cu Scut Constanța, companie pe care o controla în proporție de 64%.
COMCM a absorbit firma Scut, cu activități în închirierea de utilaje pentru construcții și demolări.
Cifra de afaceri:
- 2009: 38,5 milioane lei (9,1 mil. euro)[2]
- 2008: 64,4 milioane lei[2]

Venit net:
- 2009: 0,2 milioane lei (47.450 euro)[2]
- 2008: 10,2 milioane lei[2]